# ТЭЦ Легница
ТЭЦ Легница (ЭС-4) — теплоэлектроцентраль в одноимённом городе на юго-западе Польши.
Медеплавильный завод в Легнице имеет для обеспечения своих потребностей собственную ТЭЦ, оснащенную четырьмя паровыми котлами ТР-35 мощностью по 32,3 МВт. Три из них работают на одновременном сжигании угля (52 %) и низкокалорийного пического газа, который образуется во время плавки рудного концентрата. Четвертый котел использует в дополнение к пическому природный газ, доля которого составляет 15 %.
От котлов, в частности, питаются две турбины — одна типа АР4 мощностью 4 МВт и вторая с показателем 11,5 МВт. При этом тепловая мощность станции оценивается как 52 МВт.
Удаление продуктов сгорания происходит через дымовую трубу медеплавильного завода высотой 150 метров. Если котлы работают только на угле или природном газе, достаточно использовать свой дымар ТЭЦ высотой 60 метров.
По состоянию на середину 2010-х годов ТЭЦ организационно отделена от шахты.